# 郷野村
郷野村（ごうのむら）は、広島県高田郡にあった村。現在の安芸高田市の一部にあたる。

## 地理
- 河川：可愛川[1]

## 歴史
- 1889年（明治22年）4月1日、町村制の施行により、高田郡上入江村、長屋村、桂村、高野村が合併して村制施行し、郷野村が発足[2][3]。旧村名を継承した4大字を編成[2]。
- 1912年（大正元年）電信・電話開通[2]。
- 1929年（昭和4年）3月1日、高田郡高原村大字下入江を編入[2][3]。5大字となる[2]。
- 1953年（昭和28年）4月1日、高田郡吉田町、可愛村、丹比村と合併し、吉田町が存続して廃止された[2][3]。

### 地名の由来
上入江、下入江の総称「郷」に野を添えたもの。

## 産業
- 農業

## 教育
- 1892年（明治25年）郷野尋常小学校開校[1]。1909年（明治42年）郷野尋常高等小学校（現安芸高田市立郷野小学校）となる[1]。